# ケビン・ラッド
ケビン・マイケル・ラッド（Kevin Michael Rudd、1957年9月21日 - ）は、オーストラリアの政治家、外交官。2023年より駐米オーストラリア大使。2007年から2010年までおよび2013年にオーストラリア連邦首相、2010年から2012年までオーストラリア外相、1998年から2013年まで連邦下院議員（クイーンズランド州ブリスベン南部のグリフィス選挙区選出）を務めた。漢字での名は「陸克文」（簡体字中国語: 陆克文）。

## 来歴
ブリスベン北方のナンボーの農家に生まれる。父は国民党の前身の地方党員であったが11歳の時に死別、離農を余儀なくされる。実家は貧しかったが奨学金を得てキャンベラのオーストラリア国立大学へ進学。第一等(Honours)の成績でアジア研究専攻を卒業する。大学では中国語と中国史を専攻し流暢な北京語を話す。中国政府関係者と会談する時は北京語で話すこともある。漢字名「陸克文」の漢字は自ら選んだものである。
カトリック教徒であったがキリスト教学生会で知り合ったテレイズ・レインと1981年に結婚し妻の所属する聖公会の礼拝に出席するようになる。

## 外交官
1981年にオーストラリア連邦政府外務貿易省に入省。1988年に退職するまで外交官として在スウェーデンオーストラリア大使館三等書記官、
在中華人民共和国オーストラリア大使館一等書記官として勤務した。

## クイーンズランド州政界
1988年に、クイーンズランド州の労働党（当時野党）の党首、ウェイン・ゴスのスタッフとなる。1989年に労働党が同州の政権につくと、1992年まで州首相の首席補佐官となる。1992年には、州政府の内閣官房長官となる。この地位は州の官僚で最も実権のある地位とも言われる。連邦・州・特別地域首相会議 (COAG) でのアジア言語・文化の教育への導入に影響を与える。1995年にゴス政権が敗れると、ラッドは監査法人KPMGオーストラリアの中国コンサルタントに就任した。

## 連邦下院議員
1996年、連邦下院選挙にグリフィス選挙区から出馬し落選。しかし1998年の連邦下院選挙に同じ選挙区から再出馬し当選を果たす。
その後、2001年から野党の外交スポークスマン（影の外相）を務める。2005年6月からは国際安全保障および貿易スポークスマンも兼任した。
2006年12月、当時の労働党党首キム・ビーズリーに党首選挙を申し入れ、同年12月4日、党連邦議員総会での党首選挙に勝利し、労働党の党首に就任する。
2010年6月、党首選挙への立候補を断念した。後任党首はジュリア・ギラード。

## 首相
2007年12月3日、同年11月24日の連邦議会選挙勝利の結果、第26代オーストラリア首相に就任。
以下、ラッド政権の主要な実施事項を述べる。
- 2007年12月：京都議定書に調印。
- 2007年12月：イラク駐留のオーストラリア軍部隊を2008年6月までに撤収させる交渉を関係各国と開始。
- 2008年2月13日：連邦議会で先住民児童政策（「盗まれた世代」）への謝罪演説を行う。
- 2008年4月：北京大学で北京語で講演し「チベットには顕著な人権問題がある」と発言[3]。
- 2008年6月8日：首相として初めての来日。
- 2008年9月3日：豪キャンベラでラッド自身が今回発案し記念日制定した第2次世界大戦下での対日戦勝記念式に出席。
- 2010年6月24日: 首相職を辞任[4]。

### 首相としての政策
環境問題に大変関心が高く就任と同時に京都議定書を批准、温室効果ガスの排出削減を発展途上国にも徹底させる方針である。イラクから駐留豪軍を引き上げ、先住民族への公式謝罪も行った。「24時間、7日」と呼ばれる猛烈な働きぶりで、金融危機ではジョージ・W・ブッシュ米大統領を説得し、金融サミット実現に一役買った。
金融危機が深刻化すると、追加経済対策として教育や医療の公共分野に151億豪ドルの拠出を決定。
総じて就任1年目では野党からは経済政策で「バラマキ政策」との批判を受けながらも、前任のハワード政権との相違を国民に印象付け、就任後2年たった時点でも高い支持率を維持するのに成功した。
就任1年目で最多の20ヶ国を歴訪。しかし、2008年4月の外遊時には日本が訪問先に含まれていなかったために日本軽視との批判を受けた。直後の同年6月に初めて日本を公式訪問する。日本では最初に広島を訪れている。また、この日本訪問時に｢アジア太平洋共同体｣構想を提唱している。日豪関係については、捕鯨問題の外交問題化や、中国が反発する日米豪印対話や日豪共同宣言条約化の先送りといった問題が発生した。
一方で、中国通であり西側で初めて中国語を話す首脳であることから、しばしば親中派と見なされ中国への傾斜が一層強まるとも見られていた。しかし、就任当初目玉に掲げていた中国とのFTAでは、2010年にも実施されることが予測された総選挙が近くなるにつれ態度を硬化させて交渉が停滞したほか、中国の軍備増強や中国企業の資源買収に警戒感を強めているとされた。
さらに2009年7月5日には、リオ・ティントの社員4人が産業スパイ容疑で中国当局に身柄を拘束され、その後スパイおよび贈賄の容疑で逮捕される事件が発生した。その一方で、中国ウイグル自治区での騒乱から間もない7月30日、オーストラリア政府は世界ウイグル会議のラビア・カーディル議長に対してビザの発給に踏み切った。これらの問題により、豪中関係は急速に悪化の一途を辿った。
2010年に入ると、4月に目玉政策としていた温室効果ガスの排出権取引制度導入に失敗。さらに6月には鉄鉱石などを採掘する資源会社を対象とした「資源超過利潤税」の導入案が産業界の猛反発を買い、支持率が急落した。
2010年6月24日に実施された党首選挙には出馬せず、副首相のジュリア・ギラードが無投票で後継に選出された。

## 首相退任後

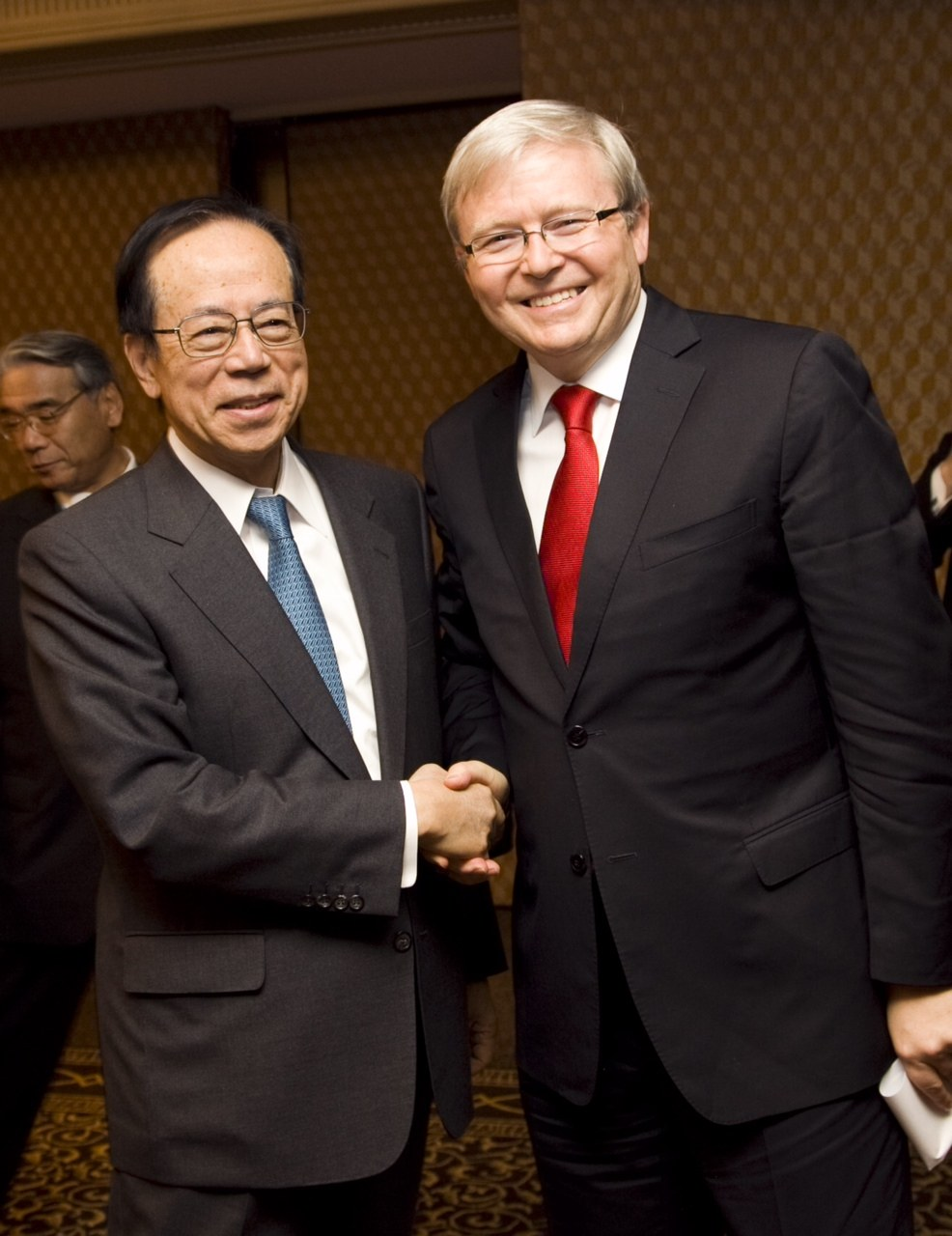
2011年7月、ボアオ・アジア・フォーラム理事長福田康夫（左）と

2010年9月に発足した第2次ギラード内閣において外務大臣に就任した。
2012年2月22日、訪問先のアメリカ・ワシントンで、外務大臣の辞任を表明。2月27日に行われた労働党党首選に立候補するも、31票獲得にとどまり、71票獲得した現党首のジュリア・ギラード首相に敗れた。その後、ギラードの政権運営のまずさなどから支持率は低迷。逆に前党首であるラッドの人気は高く、このため党内から2013年9月に予定されている総選挙を見据え、党首交代を求める声が高まった。2013年3月21日の下院本会議においてラッドに近い閣僚から党首選挙の早期実施を求められたギラードはその場で当日に党首選挙を行うことを表明。この奇襲作戦にラッドは準備不足を理由に出馬断念を表明せざるを得ず、唯一の立候補者であるギラードが無投票・満場一致で党首に再選された。

## 首相再登板
2013年6月26日に、オーストラリア労働党臨時議員総会で執行された党首選挙でギラードを下して党首に返り咲いた。この結果を受けてギラードが首相を辞職したことにより、2013年6月27日に再び首相に就任、第2次ラッド政権を発足させた。しかし、ギラードとの内紛により労働党は国民の支持を失い、2013年9月7日に行われた総選挙では保守連合に敗北、6年ぶりの政権交代を許す結果となった。2013年9月18日、首相を退任。

## 駐米大使
2022年12月20日、アンソニー・アルバニージー首相から次期駐米大使に指名された。2023年3月に就任。

## 家族
妻のテレイズ・レイン（夫婦別姓）は人材会社を経営するが、ラッドの党首就任時に首相候補夫人が当該国で会社を経営することの利益相反を問題視され事業売却を余儀なくされた。
二男一女の父親で一孫がいる。2007年5月に弁護士の長女（1984年生, グリフィス大学卒）が香港出身の中国系オーストラリア人男性と結婚し2012年に第1子（長女、ケビンにとっての孫娘）が誕生。2012年に弁護士の長男（1986年生, グリフィス大学卒）がマレーシア人弁護士と結婚。次男（1993年生）も兄・姉と同じくグリフィス大学へ進学し、兄と同じく中国学と法学を専攻する大学生である。
先祖の1人は、ドレスと下着各1枚を盗んだ罪で死刑を宣告されたロンドンの路上生活児で、曾々祖父は砂糖を盗んでオーストラリアに送られた流刑者。

## 著書
- 『避けられる戦争――米中危機が招く破滅的な未来』（ケビン・ラッド 著、藤原朝子 訳、東京堂出版、2024年2月）